# Порцеланова припънка
Порцелановата припънка, наричана също порцеланка (Oudemansiella mucida), е вид ядлива базидиева гъба от семейство Physalacriaceae.

## Описание
Шапката достига до 8 cm в диаметър. В ранна възраст е полукълбовидна с ниска заоблена гърбица, а в напреднала възраст е дъговидна до широко разперена, гладка или слабо нагъната, тънкомесеста, почти прозрачна. Кожицата е желатинозна до слузеста, бяла, а понякога и сивкава или светлобежова, като със стареенето избледнява. Пънчето е малко по-дълго от диаметъра на шапката и е много тънко (под 1 cm), цилиндрично, удебелено в основата, право или леко извито. На цвят е белезникаво, а най-долу е сиво-кафеникаво. В горната си част има ципесто пръстенче. Месото е малко, жилаво, бяло на цвят с приятен до леко нагарчащ вкус, но без мирис. Вкусовите качества на гъбата са неособено добри.

## Местообитание
Среща се сравнително рядко през септември – ноември, като расте поединично или на кичури върху мъртви и живи букови дървета, много рядко върху дъб и габър.